# Micky van de Ven
Micky van de Ven (n. 19 aprilie 2001, Wormer⁠(d), Olanda de Nord, Țările de Jos) este un fotbalist profesionist neerlandez care evoluează pe postul de fundaș central la Tottenham Hotspur în Premier League și la echipa națională a Țărilor de Jos. 

## Cariera pe echipe
Van de Ven și-a început cariera la FC Volendam și a debutat cu prima echipă împotriva lui Jong PSV în Eerste Divisie, având 19 apariții în sezonul 2019-2020. Și-a asumat căpitania în timpul primului său sezon complet și a marcat de două ori în 26 de apariții, când Volendam a ajuns în play-off-ul pentru promovare. 
Van de Ven s-a transferat la clubul german VfL Wolfsburg în 2021 pentru o taxă de 3,15 milioane de lire sterline și a jucat toate meciurile echipei, cu excepția unuia din Bundesliga, în sezonul 2022-2023, marcând singurul său gol într-o victorie cu 2-0 împotriva lui Borussia Dortmund.  Van de Ven a înregistrat cea mai mare viteză maximă a oricărui fundaș din Bundesliga în acel sezon, 22,3 mph. 

### Tottenham Hotspur
La 8 august 2023, a fost anunțat că Van de Ven a semnat un contract pe șase ani cu clubul englez Tottenham Hotspur.  Transferul a fost raportat a fi de aproximativ 50 de milioane de euro, la egalitate cu cifra record a clubului plătită vreodată pentru un fundaș central, Cristian Romero cu un an înainte.
Van de Ven a debutat pe 13 august în prima etapă a sezonului Premier League 2023–24, începând cu un meci în deplasare împotriva lui Brentford. Pe 7 octombrie 2023, a marcat primul său gol în fotbalul englez în victoria cu 1-0 a lui Tottenham la Luton Town.
Pe 6 noiembrie 2023, Van de Ven a fost înlocuit cu o accidentare a hamstringului în timpul unui meci împotriva lui Chelsea. S-a întors din accidentare într-un egal 2-2 cu Manchester United pe 14 ianuarie 2024. Mai târziu în aceeași lună, pe 31 ianuarie, a fost înregistrat ca cel mai rapid jucător din Premier League, cu 37 km/h (23.23 mph) de la colectarea datelor în 2020–21, în timpul unui meci împotriva lui Brentford.
Pe 10 mai 2024, Van de Ven a primit premiul pentru Jucătorul Sezonului de la Tottenham la ceremonia de premiere a cluburilor oficiale ale suporterilor, după ce a început până la acel moment 28 din cele 38 de meciuri ale clubului.

## Cariera la națională
În octombrie 2022, Van de Ven a fost inclus în lotul preliminar al Țărilor de Jos pentru Cupa Mondială FIFA 2022. A fost căpitanul echipei sub 21 de ani la Campionatul European sub 21 de ani din 2023.
În august 2023, a primit prima convocare oficială la echipa națională de seniori a Țărilor de Jos de către antrenorul principal Ronald Koeman, pentru două meciuri de calificare la UEFA Euro 2024 împotriva Greciei și Republicii Irlanda.
Pe 13 octombrie 2023, Van de Ven a debutat pentru echipa de seniori olandeze într-un meci de calificare la UEFA Euro 2024 împotriva Franței, înlocuindu-l pe Nathan Aké în minutul 80.
Pe 29 mai 2024, Van de Ven a fost inclus în lotul Țărilor de Jos pentru UEFA Euro 2024.

## Palmares
Tottenham Hotspur
- UEFA Europa League: 2024–25[17]